# Isole Crowlin

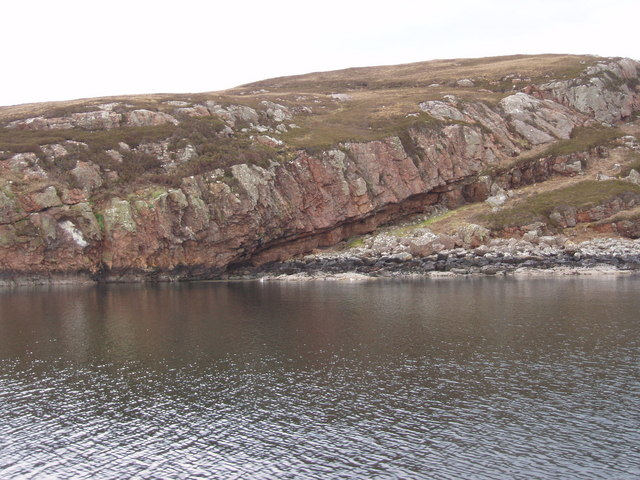
Eilean Mòr, isole Crowlin

Le isole Crowlin (in lingua gaelica scozzese: Na h-Eileanan Cròlainneach) sono un gruppo di isole non abitate delle Ebridi Interne, ad ovest della Scozia. Sorgono tra l'isola di Skye e la penisola Applecross della terraferma.
Le singole isole che compongono il gruppo sono:
- Eilean Mòr (isola grande)
- Eilean Meadhonach (isola media)
- Eilean Beag (isola piccola)

Nonostante gli scavi su Eilean Mòr abbiano mostrato tracce di insediamento umano nel Mesolitico circa 8.000 anni fa, le isole sono disabitate dal 1920 circa; dal 1810 al 1920 Eilean Mòr ospitava diverse famiglie, sfrattate da Applecross, ma che non volevano trasferirsi dalla Scozia alle isole più esterne. Tramite un accordo con il laird Mackenzie che possedeva le terre, le famiglie furono autorizzate a stabilirsi sull'isola procurandosi da vivere con la pesca, il pascolo degli ovini, la raccolta delle alghe e la coltivazione. Le capanne in pietra abbandonate nel 1920 sono ancora sull'isola, anche se le preziose travi che componevano i tetti sono state portate via dalle famiglie al momento del trasloco. Nella memoria storica, non vi sono mai stati alberi sull'isola, pertanto tutto il legname deve essere importato, a costi importanti. I discendenti delle famiglie dell'isola vivono ancora nel villaggio principale di Applecross.